# Ильюхов, Николай Кириллович
Николай Кириллович Ильюхов (1898, Кремово, Приморская область — 1976) — учитель, участник гражданской войны на Дальнем Востоке.
Один из организаторов партизанского движения в Приморье. С ноября 1918 — командир партизанскими отрядами Южного Приморья. В 1930-х годах занимался наукой. Дважды репрессирован. После реабилитации работал в тресте «Донской уголь».

## Биография
Родился в 1898 году в селе Кремово Осиновской волости Приморской области, в крестьянской семье. В 1914 году окончил высшее начальное училище во Владивостоке, экстерном сдал экзамены на звание сельского учителя. Назначен учителем в деревне Стеклянуха. В 1916 году был призван в армию. После окончания Иркутской школы прапорщиков был направлен на Северный фронт. Был прапорщиком, командовал взводом. В августе 1917 года, не желая участвовать в войне, самовольно покинул фронт и вернулся в Приморье. С августа или с осени 1917 года по июнь 1918 года работал учителем начальной школы в деревне Хмельницкой.

### В годы гражданской войны
На сельских сходах в деревнях Хмельницкая и Серебряная по инициативе Ильюхова и учителя серебрянской школы Т. А. Мечика решено оказать сопротивление белогвардейцам и интервентам. 26 октября 1918 года был образован «Комитет по подготовке революционного сопротивления контрреволюции и интервенции», председателем которого был избран Ильюхов. «Комитет» зародился в деревне Хмельницкой и первоначально состоял из небольшого количество лиц, в числе которых были солдаты и унтер-офицеры бывшей царской армии. Комитет развернул деятельность по формированию нелегальных боевых дружин в сёлах Сучанской долины, а позднее и по созданию Сучанского повстанческого отряда. 21 декабря 1918 года комитет созвал во Фроловке съезд делегатов боевых дружин верховья Сучанской долины. Комитет был преобразован в Совет восстания, в состав которого вошло около 30 человек. Колчаковская власть отстранила Ильюхова и Мечика от учительской работы. Против семьи Ильюхова начались репрессии: его жена Е. И. Слепцова была арестована, объявлена заложницей и выслана во Владивосток под надзор полиции. После этого колчаковские агенты предприняли меры по розыску и аресту Ильюхова. 2 марта 1919 года на съезде командиров и руководителей партизанских отрядов был избран в состав Временного военно-революционного штаба партизанских отрядов Ольгинского уезда, назначен военным комиссаром. Под командованием Ильюхова по плану Ревштаба отряды партизан провели ряд успешные боевых операций, в апреле 1919 года весь Ольгинский уезд был очищен от белогвардейцев. Выйдя на железнодорожную магистраль Владивосток — Уссурийск, сучанские партизаны провели бои с войсками интервентов.
28 мая 1919 в селе Фроловке собралась группа военных и партийных работников во главе с С. Лазо. На следующий день Лазо был назначен Ревштабом командующим всеми партизанскими отрядами, а Ильюхов — заместителем командующего. Во второй половине 1919 года в Сучанской долине собирал и сплачивал силы партизан, проводил подготовку восстаний солдат в гарнизонах белогвардейцев. На Сучанском руднике, а затем и в гарнизоне Шкотово произошли восстания колчаковских солдат. Из сучанских партизан и перешедших на сторону партизан солдат колчаковской армии был образован первый Дальневосточный советский полк партизан, командиром которого был избран Ильюхов. 31 января 1920 года Ильюхов был назначен начальником Партизанского штаба, созданного для подготовки второй партизанской войны в случае развязывания военных действий японскими интервентами. С февраля 1920 года был начальником штаба войск Приморского военного округа. После выступления японцев 4—5 апреля Ильюхов назначен начальником штаба Уссурийской обороны. После прекращения огня возглавил оперативный подотдел технического отдела Обкома партии, продолжил работу в Партизанском штабе. После японско-меркуловского переворота в качестве начальника и командующего возглавил Сучанский военный район. С мая 1921 года был командиром партизанскими отрядами Сучанского района. В августе 1921 года был отозван во Владивосток, где возглавил работу по организации восстания в войсках каппелевцев. В 1922 году стал депутатом Народного собрания Дальневосточной республики.

### После гражданской войны
В 1923—1927 годах учился в Институте народного хозяйства имени Плеханова, в 1927—1930 годах — в аспирантуре Института Красной профессуры. В 1930—1935 годах занимался преподавательской работой в Московском институте экономических исследований, профессор. По совместительству работал консультантом ВСНХ, одновременно работал в журнале «Мировое хозяйство и мировая политика».
С 1942 года участвовал в Великой Отечественной войне: полковник, дошёл до Кёнигсберга. В 1937—1941 и в 1948—1956 годах был необоснованно репрессирован. После реабилитации работал начальником планового отдела треста «Донской уголь». В 1960 году стал персональным пенсионером республиканского значения. Проживал он в городе Донском. Дважды посещал Приморье: был в Сучанской долине, Уссурийске, Анучино, Чугуевском районе. Здесь он выступал на собраниях бывших партизан, на собраниях сёл и деревень. В 70 лет вёл литературную и партийную работу, часто выступал с лекциями.
Награждён одиннадцатью медалями, орденом Красной Звезды. Автор научных трудов, книг и статей о партизанском движении в Приморье.

## Работы
- Ильюхов, Н., Титов, М. Партизанское движение в Приморьи. — Л.: Прибой, 1928.
- Самусенко, И. П., Ильюхов, Н. К. Партизанское движение в Приморье. — М.: Воениздат, 1962.
- Ильюхов, Н. К. Эхо приморских сопок // За советский Дальний Восток. — Дальиздат, 1990. — Вып. 5.